# Keftiu

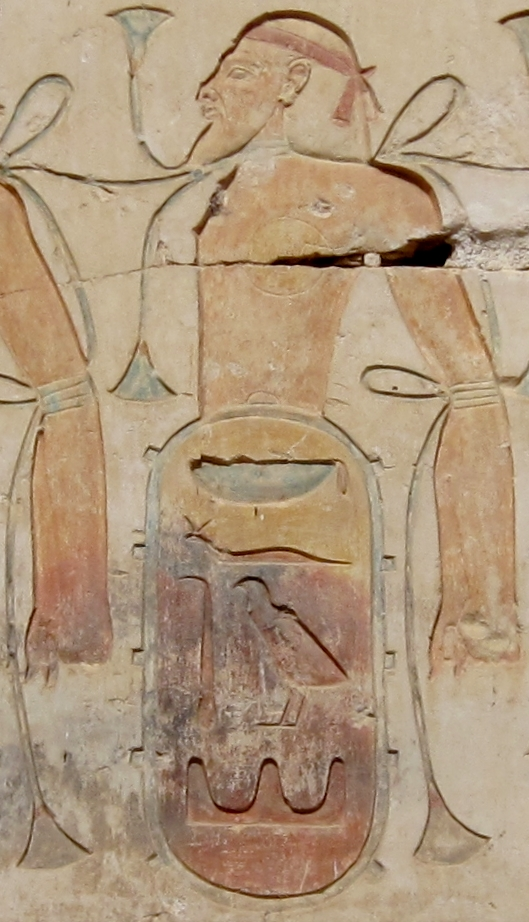
Il geroglifico rappresentante i "Keftiw" dal tempio di Ramses II ad Abido

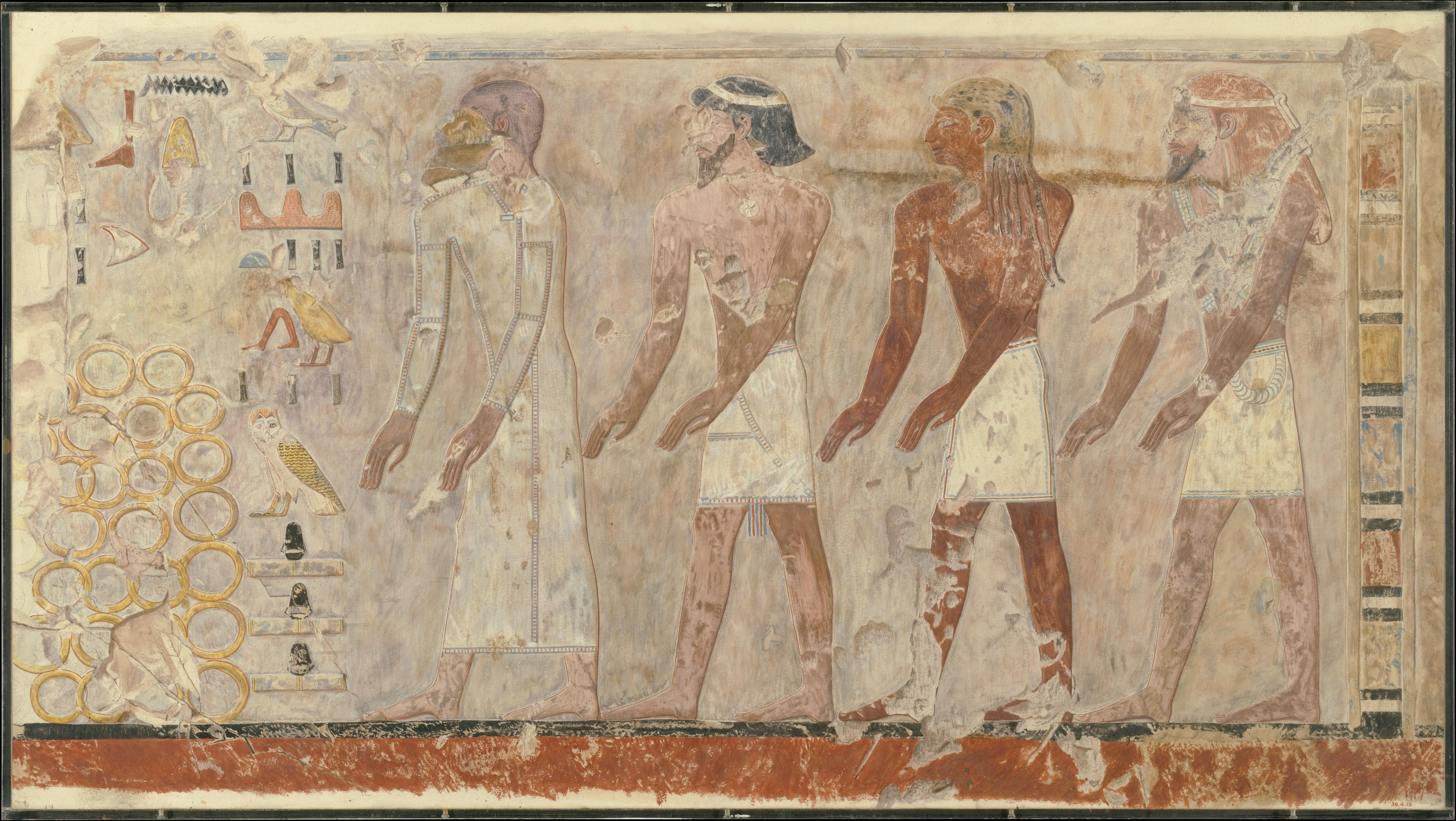
"Capi Stranieri dell'Asia più lontana" nella TT39 (Metropolitan Museum of Art di New York) (MET DT10871). Il secondo da destra è stato identificato come Keftiw

Keftiu (ma anche Keftiw o Kftw, Keft, Keftu, Kaftu, Kafta) è un etnonimo egizio, riferito ad una popolazione storicamente contemporanea, identificabile secondo alcuni nelle genti egee, e più precisamente nella civiltà minoica. Tra le due civiltà sono attestati scambi sin dal 2900 a.C., successivamente proseguiti e giunti al massimo nel periodo del Nuovo Regno egizio, corrispondente al Neopalaziale minoico, intorno al 1400 a.C. Nomi analoghi, e che farebbero riferimento alle stesse genti, sono attestati anche nell'Antico Testamento: Caphtor; in accadico: kaptaritum; in Lingua ugaritica: kptwr, kptr; e in testi in Lineare B dell'isola di Creta, su cui, tuttavia, non esiste unanimità di interpretazione: kapte (?). 

## Keftiw: Creta e cretesi
Il termine Kftw, vocalizzato in K(e)ft(i)w, di cui sono state censite 28 attestazioni epigrafiche, tra cui la c.d. "lista egea" del tempio funerario di Amenhotep III a Kom el-Hetan/Malqata, pur essendo di certo più antico, fa la sua comparsa con la XVIII dinastia e viene nei moderni dizionari normalmente tradotto “Creta” seguita però da un punto interrogativo.
Tale termine, tuttavia, viene usato non solo per la toponomastica, ma anche per genti rappresentate nelle tombe dei nobili della XVIII dinastia in cui, a oggetti palesemente di provenienza egea, si sommano caratteri somatici e abbigliamenti del tutto simili a quelli noti da altri dipinti cretesi. Al British Museum è inoltre conservata una tavoletta in legno ricoperta di gesso, con testo in ieratico; risale al Nuovo Regno, è catalogata come E5647 ed è meglio nota come "tavoletta egea" giacché propone un elenco di "nomi di K(e)ft(i)w".
Che il termine indichi comunque genti egee, e cretesi in particolare, lo si desumerebbe quasi definitivamente dalla tomba di Rekhmira (TT100), Visir sotto Thutmosi III, ove sono presenti rappresentazioni parietali di tributari stranieri: nel novero dei "tributari" sono presenti esplicitamente i K(e)ft(i)w che per foggia degli abbigliamenti, nonché per i "tributi" offerti, sarebbero decisamente minoici.
Recenti valutazioni hanno posto in dubbio tale affermazione. Si fa infatti notare come l’assegnazione a Creta dei K(e)ft(i)w derivi, sostanzialmente, dalla interpretazione del "Grande Verde" nel mare Mediterraneo e, conseguentemente, delle "isole" in esso esistenti come quelle (tra le altre) dell’Egeo. Se tale individuazione venisse tuttavia meno, decadrebbe di conseguenza la certezza su cui si basa l’equazione stessa. In tal senso, un primo dubbio è stato evidenziato nei rilievi del tempio di Hatshepsut a Deir el-Bahari; qui con il termine "wadj wer" (ovvero "Grande Verde") si indica palesemente "quello che bagna la terra di Punt" individuata nell'area somala e, quindi, il mar Rosso.

## Le Isole del "Grande Verde"
Si è a lungo ritenuto che con il termine "Grande Verde", o "Verdissimo", gli egizi volessero far esclusivo riferimento al mar Mediterraneo e che, perciò, le "isole del Grande Verde" comprendessero certamente quelle egee e, conseguentemente, Creta. Recenti teorie, però, hanno messo in discussione tale identificazione tanto che si giunge ormai a ritenere che con "isole del Grande Verde" (traslitterazione dal geroglifico: "iww hryw ib nu w3d wr" tradotto con "Iles de la Mer") si possano indicare non solo isole nel senso stretto del termine, ovvero terre circondate dal mare, ma anche le stesse "isole" costituite dalla penetrazione del fiume nel delta del Nilo o, addirittura, le isole che si creavano annualmente a seguito delle inondazioni del fiume. La frase, peraltro, è attestata con riferimento sicuro al mare Mediterraneo solo in due occasioni relativamente recenti: il decreto di Canopo, in cui si tratta dell’isola di Nabinaitt (ovvero Cipro), che "[…] giace nel mezzo del Grande Verde […]", e la Stele di Rosetta.

## La Lista Egea
Particolare attenzione viene posta, per identificare la provenienza dei Keftiw, in cinque manufatti rinvenuti nell'area di Kom el-Hettan ove sorgeva il tempio funerario di Amenhotep III. Qui, infatti, nell'area anticamente occupata dalla cosiddetta Corte Solare sono stati rinvenuti cinque piedistalli di statue verosimilmente del re, di cui restano solo i piedi, catalogati con sigle da "An" ad "En" e proprio quest’ultima base è meglio nota come "lista egea". Le basi recano ovali merlati (simili a cartigli) sovrapposti a prigionieri con le braccia legate, e sono evidentemente liste di toponimi, di terre, o località, o città, o popoli, sotto la giurisdizione dell’Egitto:
- An: toponimi di stati del nord della Siria ed altri piccoli stati compresa Babilonia (Sangar), Mitanni (Naharina), Karkemiš, Hatti, Arzawa ed Assur;
- Bn: città-stato minori dell’area siro-palestinese, molte delle quali non ancora identificate, tra cui Damasco;
- Cn: (molto danneggiata) toponimi che, in apparenza, coprono l’area siro-palestinese e la Fenicia;
- Dn: una serie di nomi non meglio identificati tra cui, forse, Aram, con riferimento agli aramei, Ashur e Babilonia

La quinta stele En costituisce, invece, la "lista egea". Mentre, tuttavia, le altre liste prevedono da 28 a 34 toponimi distribuiti sui lati delle basi, la lista egea ne prevedeva, verosimilmente, solo 17, di cui 15 (ancora leggibili) sono iscritti sul lato sinistro della base e sulla fronte mentre ulteriori due sono andati persi (il lato destro della base è anepigrafe, il posteriore è perso). Una prima particolarità riguarda le iscrizioni che, sulle altre basi, non occupano mai la fronte; nel caso della lista En, sulla fronte si trovano solo due toponimi alla destra del cartiglio del re: K(e)ft(i)w e T(a)n(a)y(u) che sono stati interpretati rispettivamente come toponimi della Grecia. Keftiw sarebbe, infatti, l'isola di Creta mentre Tanayu indicherebbe i Danai, ovvero i greci continentali. Gli altri geroglifici della base indicano, invece, nomi di località:
1. Amnisos (Creta, in lineare B: A-mini-so);
2. Festo (Creta, in lineare B: Pa-i-to);
3. Kydonia (Creta);
4. Micene (Grecia);
5. Tebe (forse);
6. Messenia (Grecia, in lineare B: Me-za-ne);
7. Nauplia (Grecia);
8. Cerigo (isola greca, in lineare B: Ku-te-ra);
9. Eleia (Creta, essendo ormai quasi certamente scartata l’ipotesi che si tratti di Ilio);
10. Cnosso (Creta, in lineare B: Ko-no-so);
11. Amnisos (Creta, nuovamente);
12. Lyktos (Creta);
13. toponimo non leggibile.

Basandosi sull'apparente sequenza geografica, peraltro riassunta proprio nei due toponimi K(e)ft(i)w e T(a)n(a)y(u), alcuni autori hanno ipotizzato che la lista En conservasse il ricordo di una spedizione egizia verso il mondo egeo partendo da Creta, da est verso ovest, alla Grecia continentale e poi, attraverso l’isola di Kythera (n.ro 8), ritornando a Creta (il che giustificherebbe, peraltro, la ripetizione del toponimo cretese Amnisos, n.ri 1 e 11).
Che una spedizione nel senso, peraltro, possa realmente essere avvenuta e nel periodo corrispondente alle liste, sarebbe avvalorato dai ritrovamenti nell'area egea di oggetti iscritti con il cartiglio di Amenhotep III e/o della sposa reale Tye.

## Riferimenti testuali
Un ulteriore, singolare, riferimento ai legami tra l’Egeo e l’Egitto si ricava da alcuni trattati medici che, sebbene in copie risalenti alla XVIII e XX dinastia, di fatto sono trascrizione di documenti più antichi, come il papiro Ebers, in cui si cita una "[…] fava del paese dei Keftiw […]", o il papiro di Londra in cui si fa riferimento ad un "[…]incantesimo per la malattia Cananea secondo quanto dicono […] gli abitanti di Keftiw[…]".
Sempre in campo medico, si rileva la presenza, nella tomba di Thutmosi IV (KV43), di una giara (ancora sigillata) che un'etichetta dichiara contenere "droga Keftiw".
Un altro papiro in ieratico cita la presenza nel porto di Avaris di "navi Keftiw" in costruzione, ma la generica notazione non lascia intendere se si tratti di navi per commerciare con le terre dei K(e)ft(i)w, o di navi provenienti da quei lidi e momentaneamente in bacino di carenaggio, o di navi costruite da maestranze, e quindi con le tecniche, K(e)ft(i)w.

## Le tombe dei nobili tebane

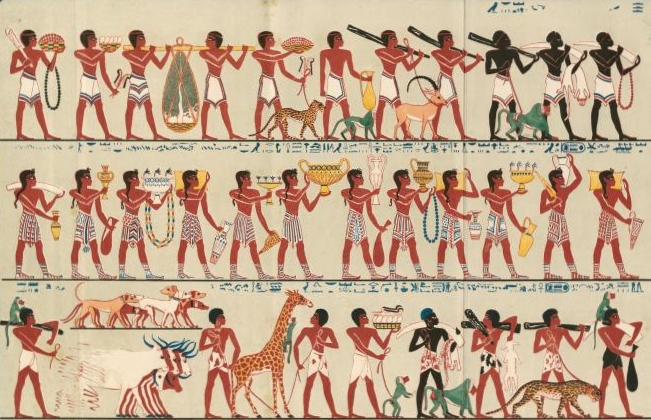
TT100: Le processione dei tributari (particolare con, secondo registro, i Keftiw) (acquerello di George Alexander Hoskins -1802/1863-)

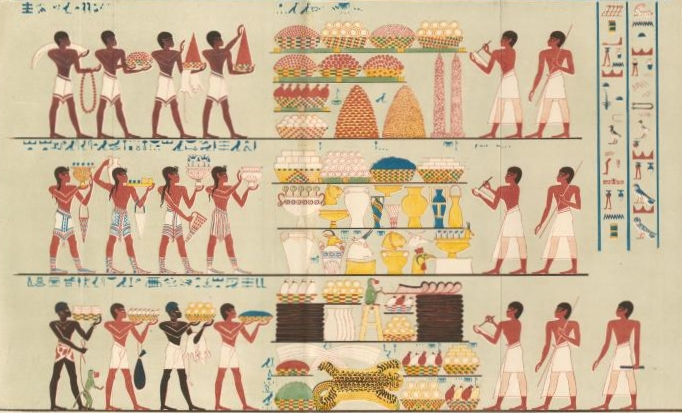
TT100: Le processione dei tributari (particolare con, secondo registro, i Keftiw) (acquerello di George Alexander Hoskins -1802/1863-)

In alcune Tombe dei Nobili della Necropoli tebana, in Egitto, sono rappresentate scene di tributo da parte di popolazioni straniere assoggettate all'Egitto o con cui il Paese intratteneva, comunque, rapporti. In sei di queste sono rappresentate scene di "tributari" indicati esplicitamente come Keftiw, o recanti elementi che li caratterizzano come provenienti dall'area minoico-cretese. Quando non esplicitamente scritto, la caratterizzazione è derivata da specifici studi sulle suppellettili recate in dono, sul vestiario e sulle acconciature del tutto simili a quelle riscontrabili da dipinti o statuaria cretese.
Le processioni dei tributari rappresentavano la consegna di "tributi" da regioni assoggettate all'Egitto o, comunque, in rapporti con il Paese. Si ritiene, tuttavia che gli oggetti presentati dalle delegazioni Keftiw non costituissero un "tributo" nel senso letterale del termine, bensì doni da popolazioni non assoggettate, ma in rapporti commerciali o diplomatici paritetici.
Nel caso della TT100 del visir Rekhmira, le "processioni tributarie" si sviluppano su cinque registri sovrapposti costituendo, di fatto, una sorta di vera e propria gerarchia: i primi due registri alti, popolazioni libere, con cui l'Egitto aveva rapporti diplomatici; nel terzo e quarto registro popolazioni sicuramente vassalle; nel quinto registro le popolazioni assoggettate:
- 1° registro: genti di Punt con alberi di incenso, zanne d’elefante, babbuini, scimmie ed altri animali, derrate alimentari;
- 2° registro: Keftiw che portano vasellame artistico e suppellettili;
- 3° registro: Nubiani con animali dell’Africa equatoriale (giraffe, leopardi, babbuini, scimmie,), buoi, cani, zanne d’elefante e pelli conciate;
- 4° registro: Siriani che portano animali (tra cui, ultimo a sinistra, un elefantino e, penultimo, un orso), carri, cavalli, derrate alimentari e contenitori per liquidi (olio o vino);
- 5° registro: gli schiavi, maschi, femmine, bambini, che offrono solo se stessi.

Nelle riproduzioni dei rilievi risalenti all'800, da parte dei primi esploratori, i colori sono più vividi di quanto non lo siano oggi nella realtà e, nel caso dei Keftiw, colpisce il colore giallo dell'oro, unito ad una palese opulenza venale e ad una qual forma artistica dei doni che sono, a loro volta, ripartiti su tre registri sovrapposti: ceste tra cui ne spicca una contenente anelli che il geroglifico "neb" qualifica come oro. Spicca, tra gli altri un rython conico, con manico, tipico di pitture parietali minoiche. Nel terzo registro, ancora suppellettili fittili ed altre di metallo prezioso tra cui spiccano, di evidente provenienza minoica, un rhyton a forma di testa di toro che poggia su una serie di lingotti "a pelle di bue", ed un vaso con coperchio in forma di testa di "kri-kri", la caratteristica "capra cretese", riconoscibile per la lunga barba. Uno dei portatori reca sulla spalla sinistra un lingotto di forma particolare, cosiddetta "a pelle di bue".

## Rapporti Egitto-Keftiw

### Prepalaziale, Antico Regno, Primo Periodo Intermedio (2900-2200 a.C.)
Sono noti rapporti tra l'Egitto e Creta fin dall'Antico Regno, corrispondente, orientativamente, al Prepalaziale cretese (2900-2200 a.C.): rinvenuti in terra cretese una zanna d'ippopotamo lavorato proveniente dall'Egitto, corniole, ametiste, sigilli in avorio, vasi in pietra delle necropoli di Mokhlos o di Zakhros di concezione e derivazione certamente egizia, anche se quasi certamente prodotti localmente, o alcuni vasi di Knossos databili ad un periodo compreso tra il Predinastico e la VI dinastia. Uno dei pezzi più tipicamente egizio un sistro in terracotta proveniente dalla necropoli di Phourni ad Arkhanes che, benché non utile ad essere suonato dato il materiale, è tuttavia certamente derivante da modelli egizi a dimostrazione della conoscenza anche dell’uso di strumenti musicali di quel paese.

### Protopalaziale, Medio Regno, Secondo Periodo Intermedio (2200-1700 a.C.)
Continuano a pervenire a Creta scarabei e gli artigiani locali continuano a produrne seguendo gli schemi egizi. Le decorazioni di armi e di else di spade rinvenute a Malia sono in oro molto verosimilmente proveniente dall'Egitto, ed ancora da Mallia, e segnatamente dal Quartier Mu, proviene una sfinge in terracotta che presenta caratteri di entrambe le civiltà: tipicamente egizie sono, infatti, la barba e la coda di chiara derivazione osiriaca, mentre la testa è decisamente minoica. Viene attestato, inoltre, un culto del gatto, evidenziato da un vaso in barbottina, molto probabilmente importato dall'Egitto.
Di particolare interesse, per le interconnessioni religioso-culturali tra le due civiltà, l'assonanza, che ormai sembrerebbe appurata, tra la dea egizia Taweret e il cosiddetto "Genio minoico" di cui, tuttavia non si conosce il valore religioso in terra cretese. La rappresentazione del "Genio" rilevabile da impronte di sigillo su argilla è infatti molto simile a quella della dea dei parti egizia; in particolare l'iconografia che vede la dea con un coccodrillo sulla schiena, iconografia che, nel caso minoico si è trasformata in una cresta dorsale. L'evoluzione di tale cresta dorsale, comparata con quella dell'iconografia della dea in Egitto ha consentito di datare i reperti minoici ad un periodo compreso tra il 1850 (l'impronta del reperto di Knossos) e il 1750-1650 a.C. (le impronte dei sigilli di Festos).

### Neopalaziale/Postpalaziale, Nuovo Regno (1700-1400 a.C.)
Materiali grezzi raggiungono Creta provenienti sicuramente dall’Egitto come l'alabastro utilizzato nella produzione di vasi minoici, altri molto verosimilmente provenienti dall'Egitto come cristallo di rocca (usato per vasi, vaghi per collane, intarsi), ametiste (ancora per collane o, in un caso, per scolpire un vaso), cornalina.
Perviene inoltre anche materiale finito come i vasi in alabastro della tomba di Katsamba (un sobborgo di Hiraklion) con il cartiglio di Thutmosi III, o il coperchio di vaso con il cartiglio del re Hyksos Suserenra Khyan (XV dinastia), o l'ascia-martello cerimoniale dalla Tomba II di Poros collegabile ad esempi egizi diffusi nel Bronzo Medio ed interpretabile come un embrionale scambio di doni tra re o ancora, dalla stessa tomba, un sigillo cilindrico in diaspro verde (risalente a MM IIIB) recante le figure di un faraone egizio e di un re siriano al cospetto di Horus. Numerosi i ritrovamenti di oggettistica, in special modo scarabei recanti i nomi di Amenhotep III e della Grande Sposa Reale Tye. Oggetti alquanto originali, ma senz'altro di provenienza egizia, sono uova di struzzo rinvenute a Creta; giunte verosimilmente grezze, le uova vennero quindi lavorate e localmente utilizzate come rytha.

### Annotazioni
1. ↑   Il termine si riscontra in uno dei Papiri di Leida, e nel Papiro Medico di Londra; pur risalendo il primo alla XIX dinastia ed il secondo alla XVIII (sotto Tutankhamon), si ritiene tuttavia trattarsi di testi molto più antichi risalenti, secondo Spiegel e Vercoutter, alla V o VI dinastia.
2. ↑   La tavoletta (cm. 14x25), che presenta 3 linee scritte su un lato e 9 sull’altro, contiene tuttavia anche nomi tipicamente egizi, come S(en)n(e)f(e)r.
3. ↑  Il nome della località deriva dal toponimo egizio Kha-Nub (luogo dell’oro, con riferimento alla ricchezza dei commerci che vi si svolgevano). La stele, scolpita con un decreto dei sacerdoti egizi in onore di Tolomeo III Evergete, risale al 238 a.C.; l’iscrizione è riportata in geroglifico, demotico e greco, e cita encomiasticamente, i meriti del Faraone.
4. ↑  H. Sourouzian e R. Stadelmann, attuali scavatori del sito, hanno di recente rinominato le stele con la sigla "PWN" seguita dai numeri romani da I a V (nello stesso ordine delle lettere e, perciò, la “lista egea” è la PWN-V).
5. ↑  Secondo una ipotesi molto accreditata, si sarebbe trattato di una missione diplomatica egiziana destinata a portare "il soffio della vita" alle popolazioni collegate al Sovrano regnante Amenhotep III. Tale menzione, peraltro, sembra essere confermata nelle righe che sovrastano la serie di "prigionieri" là ove si legge, tra l’altro (Edel e Görg 2005, traslitterazione e traduzione confermata da Stannish): "[…] le grandi potenze straniere (del nord e del sud)[…] convergono sulle ginocchia in un sol posto, così che il soffio della vita possa loro essere dato, portando tributi sulle loro spalle […]"
6. ↑  Nell’area egea sono molto rari i ritrovamenti di oggetti iscritti con cartigli reali prima della XVIII dinastia; dei 21 rinvenuti, ben 12 recano i cartigli di Amehotep III e della sposa reale Tye.
7. ↑  Elenco riassuntivo dei ritrovamenti in E. Cline 1987, Tabella 1, p. 24: 6 a Micene; 1 ad Aetolia; 1 a Knosso; 1 Hagia Triada; 1 Kydonia; 1 Cipro.
8. ↑  Rinvenimenti di oggettistica intestata ad Amenhotep III e/o alla Sposa Reale Tye a Creta: Scarabeo in faience con cartiglio di Amenhotep III (tomba n.ro 4 a Knossos); scarabeo in steatite della Sposa Reale (tomba n.ro 5 ad Aya Triada); scarabeo in faience (a Kydonia).
9. ↑  Papiro medico, scritto in ieratico, risalente al ~1550 a.C., oggi conservato presso l’Università di Lipsia in Germania. Verosimilmente si tratta di un testo notevolmente più antico, forse della X dinastia, che contiene oltre 800 rimedi e formule magiche.
10. ↑  Potrebbe verosimilmente trattarsi della "lebbra lepromatosa", o la "malattia di Hansen", di cui si tratta nel Levitico e che (Bardinet 1988, pp. 3 e sgg.) avrebbe colpito sporadicamente anche il delta.
11. ↑  Quindici linee di testo in inchiostro nero e rosso, oggi al British Museum, cat. BM 10056)
12. ↑  TT39, TT71, TT86, TT100, TT131 e TT155.
13. ↑  La produzione "letteraria" minoica è decisamente molto scarsa e, aldilà dell'interpretazione ancora impossibile per i testi in lineare A, limitata a documentazioni di carattere amministrativo-contabile. Per quanto riguarda la statuaria, si consideri che la statua più grande rinvenuta a Creta, il Kouros di Palaikastro, statua composita originariamente in oro e avorio da zanne di ippopotamo verosimilmente provenienti dall'Egitto, raggiunge i 50 cm.
14. ↑  Nella TT39 di Puyemra quattro personaggi vengono designati come "Capi stranieri dell’Asia più lontana" (Panagiotopulos 2006|pp. 370-412)
15. ↑  La strana forma, ed il peso, di questi lingotti di rame variano nel tempo con particolare accentuazione proprio delle "corna" angolari. Proprio da tale allungamento si tende ad individuare, peraltro, il periodo storico di datazione. Si è a lungo discusso della particolare forma giungendo alla conclusione che essa deriva non tanto dal voler imitare una pelle di bue, quanto alla praticità del trasporto da parte di almeno due persone
16. ↑  Mallia, località dell'isola di Creta ove si trova un grande palazzo di forma simile a quella dei palazzi di Knossos e Festo.
17. ↑  Edificio D, stanza 4. Il Quartier Mu è uno dei quartieri in cui si suddivide il Palazzo di Mallia in cui sono state trovate botteghe artigiane distrutte da un incendio e ancora contenenti oggetti tra cui un pugnale con l'impugnatura in oro traforato, ceramiche varie, documenti contabili-amministrativi non attestati in altri contesti abitativi.
18. ↑  Rinvenuto nel 1971 nel Quartier Mu di Mallia da Louis Godart in ambiente cultuale.
19. ↑  HM 202 da Knossos (forse MM IIB); CMS II.5 321 e CMS II.5 322 da Festos (MM IIB).

### Fonti
1. ↑  Lehmann 1991, p. 106.
2. ↑  Libro di Amos, 9.7.
3. ↑  Hildebrandt 2007, p. 55.
4. 1 2  Vercoutter 1956.
5. ↑  Budge 1920,  Vol. II, p. 1048.
6. ↑  Dickson 2006,  p. 268.
7. ↑  Duhoux 2006,  pp. 19-34.
8. ↑  Vandersleyen 2003, pp. 209-212.
9. ↑  Vercoutter 1956, p. 161.
10. 1 2  Duhoux 2003.
11. ↑  Vercoutter 1987, pp. 110-111.
12. ↑  Vandersleyen 2003, pp. 209-2012.
13. ↑  Edel 1966.
14. ↑  Cline 1998.
15. ↑  Cline 2011.
16. ↑  Edel 2005.
17. ↑  Tra cui Cline 1987 e Albright 1934.
18. ↑  Cline 1998, pp. 8-9 e, per la distribuzione geografica dei reperti, planimetrie 1-2.
19. ↑  Cline 1998, p. 20.
20. ↑  Vercoutter 1954, p. 88.
21. ↑  British Museum, cat. BM10059.
22. ↑  Merrilles 1972, p. 88.
23. ↑  Bietak 2007b.
24. ↑  Wachsmann 1987.
25. ↑  Panagiotopoulos 2006.
26. ↑  Rehak 1996.
27. ↑  Panagiotopulos 2006, pp. 370-412.
28. ↑  Panagiotopulos 2001, pp. 163-283.
29. ↑  Panagiotopulos 2006.
30. ↑  Peyronel 2008,  pp. 159-185.
31. 1 2 3 4  Warren 1995, pp. 1-28.
32. ↑  Sakellarakis 1991.
33. ↑  Weingarten 1991, cita Arthur Evans che riteneva il "Genio" essere stato un "prestito" egizio alla cultura minoica come attestato anche da impronte di sigilli a Festo e Knossos.
34. ↑  Gill 1961.
35. ↑  Weingarten 1991, pp. 12-15.
36. ↑  Weingarten 1991, fig. 1.
37. ↑  Weingarten 1991, figg. 2, 3a e 3b.
38. ↑  Warren 1969.
39. ↑  Girella 2003, p. 263.
40. ↑  Muhly 1983.